# Soul Asylum
Soul Asylum  je američki rock sastav, osnovan u Minneapolisu,  1983.
Prvobitni naziv sastava bio je Loud Fast Rules, osnovan 1981. od strane Dana Murphya, Davea Pirnera, Karla Muellera i Pata Morleya. Morley je kasnije zamijenjen s Grantom Youngom 1984. Sastav je izdao tri albuma s TwinTone Recordsom i dva s A&M Recordsom, s vrlo lošim komercijalnim uspjehom. Međutim 1992. izdaju dupli platinasti album Grave Dancers Union, sa singlom koji dobiva Grammy Award: "Runaway Train". Sastav je svirao i na inauguraciji vlade Billa Clintona sljedeće godine. Tri godine poslije izdaju platinasti album Let Your Dim Light Shine, na kojem se nalazi poznata pjesma "Misery". 
Ovo je bio posljednji uistinu uspješan album kojeg su izdali.
Muelleru je dijagnosticiran rak 2004., i sastav organizira dobrotvorni koncert u njegovo ime, godinu dana prije nego što je preminuti.
Sastav i dalje održava live koncerte.

## Diskografija

### Albumi
- 1984.: Say What You Will, Clarence...Karl Sold The Truck
- 1986.: Made To Be Broken
- 1986.: While You Were Out
- 1988.: Clam Dip & Other Delights (EP)
- 1988.: Hang Time
- 1990.: And The Horse They Rode In On
- 1992.: Grave Dancers Union
- 1994.: Live - Insomniac's Dream (Live)
- 1995.: Let Your Dim Light Shine
- 1998.: Candy From A Stranger
- 2000.: Black Gold: The Best Of Soul Asylum
- 2004.: After The Flood: Live From The Grand Forks Prom June 28, 1998. (Live)
- 2006.: The Silver Lining
- 2012.: Delayed Reaction
- 2016.: Change of Fortune
- 2020.: Hurry Up And Wait

### Singlovi
- 1992.: Somebody to shove
- 1992.: Black gold
- 1992.: Runaway Train
- 1992.: Without a trace

## Glazbeni video spotovi
- Black Gold
- Easy Street
- I Will Still Be Laughing
- Just Like Anyone
- Misery
- Promises Broken
- Runaway Train
- Without a Trace
- Somebody To Shove

## Vanjske poveznice
- Službena stranica (engl.)
- Soul Asylum na laut.de